# Mosito Lehata
Mosito Lehata (né le 8 avril 1989 à Ha Moima) est un athlète lésothien, spécialiste du sprint.

## Carrière
Il est entrainé par Stéphane Buckland.
Ses meilleurs temps sont de 10 s 26, record national, sur 100 m (La Chaux-de-Fonds le 7 juillet 2013) et de 20 s 37 sur 200 m (Sollentuna le 27 juin 2013). Il est demi-finaliste sur 200 m lors des Championnats du monde 2013 à Moscou, comme lors des précédents à Daegu.
Il remporte le 200 m au meeting international de Sotteville-lès-Rouen en 2014.
Le 22 juin, il s'impose dans sa demi-finale des Championnats d'Afrique sur 100 m en 10 s 20 avant de devenir vice-champion d'Afrique le lendemain en 10 s 04. Ce résultat lui donne sa 1re médaille internationale et les 10 s 04 auraient pu être un nouveau record national mais le vent trop fort (+ 2,4 m/s) ne permet pas d'homologuer la performance. Le 5 août 2016, il est le porte-drapeau du Lesotho lors de la cérémonie d'ouverture des Jeux olympiques de 2016 à Rio.
Le 5 juin 2017, lors du Mémorial Josef-Odložil de Prague, Mosito Lehata s'impose sur le 100 m en égalant son propre record national en 10 s 11 (+ 0,4 m/s), battant sur le fil Yoshihide Kiryū (10 s 11 également)

## Palmarès
| Date | Compétition            | Lieu       | Résultat | Épreuve | Performance  |
| ---- | ---------------------- | ---------- | -------- | ------- | ------------ |
| 2010 | Jeux du Commonwealth   | New Delhi  | 8e       | 200 m   | 21 s 13      |
| 2012 | Championnats d'Afrique | Porto-Novo | 5e       | 100 m   | 10 s 40      |
| 2012 | Championnats d'Afrique | Porto-Novo | 7e       | 200 m   | 21 s 11      |
| 2014 | Jeux du Commonwealth   | Glasgow    | 4e       | 200 m   | 20 s 36 (NR) |
| 2016 | Championnats d'Afrique | Durban     | 2e       | 100 m   | 10 s 04      |

## Records
| Épreuve | Temps        | Lieu          | Date                      |
| ------- | ------------ | ------------- | ------------------------- |
| 60 m    | 7 s 00 (NR)  | Istanbul      | 9 mars 2012               |
| 100 m   | 10 s 11 (NR) | Réduit Prague | 12 avril 2015 5 juin 2017 |
| 200 m   | 20 s 36 (NR) | Glasgow       | 31 juillet 2014           |